# Jacques Rogy
Pour les articles homonymes, voir Rogy (homonymie).
Jacques Rogy est le héros d’une série française de vingt-sept romans pour la jeunesse écrite par Pierre Lamblin et publiée de 1960 à 1976 dans la collection Spirale aux éditions G. P.. La série a également paru sous la forme de douze bandes dessinées inspirées des romans.

## L'auteur
Pierre Lamblin (1902-1992) est journaliste. Il a 26 ans lorsqu'il écrit son premier roman, Les Demi-Crevés (chronique d'une génération), qui paraît en 1928. En 1960, il intègre la maison d'édition G. P. : il y publie Trois garçons mènent l'enquête, le premier tome de ce qui sera la série pour la jeunesse Jacques Rogy.
Toujours pour le compte des éditions G.P., il adapte pour la jeunesse des classiques de la littérature — Ivanhoé, L'Île au trésor, etc.  — ainsi que des séries télévisées des années 1960 : Commando spatial, Les Habits noirs, etc.
Il publiera également quelques romans policiers. Il lui sera décerné le Prix Émile-Gaboriau en 1951 pour Le Concierge n'est plus dans l'escalier, roman qui sera adapté en pièce radiophonique en 1959, après avoir inspiré le scénario du film Minuit quai de Bercy réalisé par Christian Stengel, sorti en 1953.

## Thème de la série
Jacques Rogy est journaliste reporter au Grand Écho de Digne, puis au Clairon à Paris. Dans ses enquêtes, il est aidé par son chauffeur et ami, René Doridan, et par sa collègue journaliste Constance Haget.

## Liste des titres
(liste exhaustive)

### Romans
- 1960 : Trois garçons mènent l'enquête[3] — Illustrations de Françoise Bertier. Ce premier titre sera réédité en 1963 sous le titre Jacques Rogy entre en scène.
- 1961 : Jacques Rogy chasse le fantôme — Ill. Vanni Tealdi
- 1962 : Jacques Rogy court deux lièvres à la fois — Ill. Vanni Tealdi
- 1963 : Jacques Rogy entre en scène (réédition avec nouveau titre de Trois garçons mènent l'enquête)
- 1963 : Jacques Rogy cherche la petite bête — Ill. Vanni Tealdi
- 1963 : Jacques Rogy enquête sous les eaux — Ill. Vanni Tealdi
- 1963 : Jacques Rogy lâche les chiens — Ill. Vanni Tealdi
- 1964 : Jacques Rogy terrasse le dragon — Ill. Vanni Tealdi
- 1964 : Jacques Rogy trouve un os — IIll. Vanni Tealdi
- 1964 : Jacques Rogy veille au grain — Ill. Vanni Tealdi
- 1965 : Jacques Rogy se jette au feu — Ill. Vanni Tealdi
- 1965 : Jacques Rogy traque l'espion — Ill. Vanni Tealdi
- 1966 : Jacques Rogy redresse la barre — Ill. Vanni Tealdi
- 1966 : Jacques Rogy roule sur l'or — Ill. Vanni Tealdi
- 1967 : Jacques Rogy lutte contre la montre — Ill. Vanni Tealdi
- 1967 : Jacques Rogy prend le taureau par les cornes — Ill. Vanni Tealdi
- 1968 : Jacques Rogy lève le voile — Ill. Vanni Tealdi
- 1969 : Jacques Rogy arrache le masque — Ill. Vanni Tealdi
- 1969 : Jacques Rogy défie l'Amazone — Ill. Vanni Tealdi
- 1970 : Jacques Rogy épaule les incorruptibles — Ill. Vanni Tealdi
- 1970 : Jacques Rogy se jette dans la gueule du loup — Ill. Vanni Tealdi
- 1971 : Jacques Rogy sauve le guépard — Ill. Bertrand
- 1971 : Jacques Rogy devient agent secret — Ill. Bertrand
- 1972 : Jacques Rogy combat les hommes masqués — Ill. Bertrand
- 1973 : Jacques Rogy enquête chez le Pharaon — Ill. Bertrand
- 1974 : Jacques Rogy se fâche — Ill. Bertrand
- 1975 : Jacques Rogy force le secret des treize — Ill. Jacques Fromont
- 1976 : Jacques Rogy réussi un fameux coup de filet — Ill. Vanni Tealdi

### Bande dessinée
Des BD souples de petit format ont paru aux éditions Aredit. Les histoires s’inspirent des romans édités dans la collection Spirale.
1. 1965 : Jacques Rogy entre en scène
2. 1966 : Jacques Rogy chasse le fantôme
3. 1966 : Jacques Rogy court deux lièvres à la fois
4. 1966 : Jacques Rogy lâche les chiens
5. 1966 : Jacques Rogy enquête sous les eaux
6. 1967 : Jacques Rogy cherche la petite bête
7. 1967 : Jacques Rogy trouve un os
8. 1967 : Jacques Rogy terrasse le dragon
9. 1967 : Jacques Rogy veille au grain
10. 1968 : Jacques Rogy se jette au feu !
11. 1968 : Jacques Rogy traque l'espion
12. 1968 : Jacques Rogy roule sur l'or